# Heinrich Dernburg

Heinrich Dernburg

Heinrich Dernburg (* 3. März 1829 in Mainz; † 23. November 1907 in Charlottenburg) war ein deutscher Rechtswissenschaftler, der als Professor an den Universitäten Zürich, Halle und Berlin lehrte. Er war ein bedeutender Vertreter der Pandektenwissenschaft und bereitete mit seinen Werken über das preußische Privatrecht die spätere Vereinheitlichung des Bürgerlichen Gesetzbuchs mit vor. Ab 1866 gehörte er dem preußischen Herrenhaus an.

## Leben

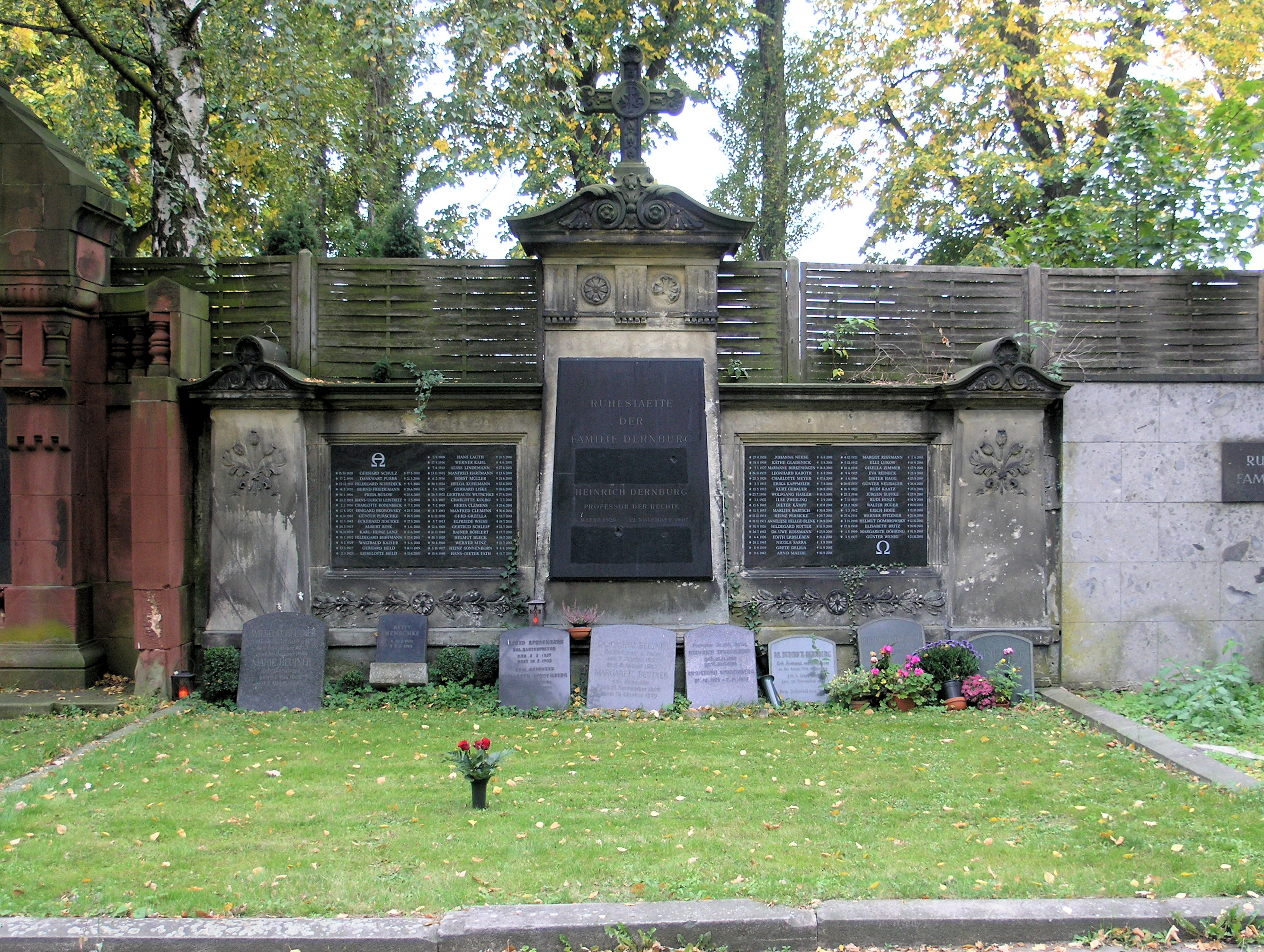
Grabstätte, Fürstenbrunner Weg 65–67, in Berlin-Westend

Dernburg studierte Jura in Gießen, wo er 1847 Mitglied der Alten Gießener Burschenschaft Frankonia wurde. Dort promovierte er 1850 mit einer rechtshistorischen Arbeit zum römischen Schuldrecht (Über die Emtio Bonorum) zum Dr. jur. Anschließend setzte er seine Studien bei Friedrich Ludwig Keller in Berlin fort und habilitierte sich 1851 mit der Arbeit Über das Verhältnis der Hereditatis Petitio zu den erbschaftlichen Singularklagen als Privatdozent in Heidelberg. Dort gehörte er 1853 zu den Gründern der Kritische Zeitschrift für die gesamte Rechtswissenschaft. 
1854 wurde er außerordentlicher und kurze Zeit danach ordentlicher Professor der Rechtswissenschaften in Zürich. 1862 erhielt er einen Ruf als ordentlicher Professor für Römisches Recht an die Martin-Luther-Universität Halle-Wittenberg. Im April 1873 wurde er an Adolf August Friedrich Rudorffs Stelle als Pandektist an die Friedrich-Wilhelms-Universität zu Berlin versetzt, wo er Römisches Recht, preußisches und Zivilrecht lehrte. Im akademischen Jahr 1884/85 war er Rektor der Berliner Universität.
Als Vertreter der Universität Halle kam er 1866 in das preußische Herrenhaus, 1873 ernannte ihn König Wilhelm I. zum Mitglied auf Lebenszeit. Dernburg zählte dort zur Neuen Fraktion, die dem rechten Flügel der Nationalliberalen Partei entsprach, und setzte sich u. a. für den Erhalt des Dreiklassenwahlrechts ein. Zudem wurde er zum Kronsyndikus ernannt.
In den frühen Jahren seines Schaffens veröffentlichte Dernburg vor allem historisch-dogmatische Darstellungen römischer Rechtsinstitute, allen voran des Pfandrechts. Nach seiner Berufung nach Halle wandte er sich dem geltenden preußischen Privatrecht zu. Mit seinen 1871–1880 erschienenen Lehrbüchern bereitete er die Kodifizierung des Bürgerlichen Gesetzbuches mit vor. Nach dessen Inkrafttreten im Jahr 1900 schrieb Dernburg noch eine großangelegte Gesamtdarstellung des deutschen bürgerlichen Rechts, die ab 1905 in mehreren Auflagen erschien.
Heinrich Dernburg wurde auf dem Luisenfriedhof in Berlin-Westend beerdigt.

## Familie

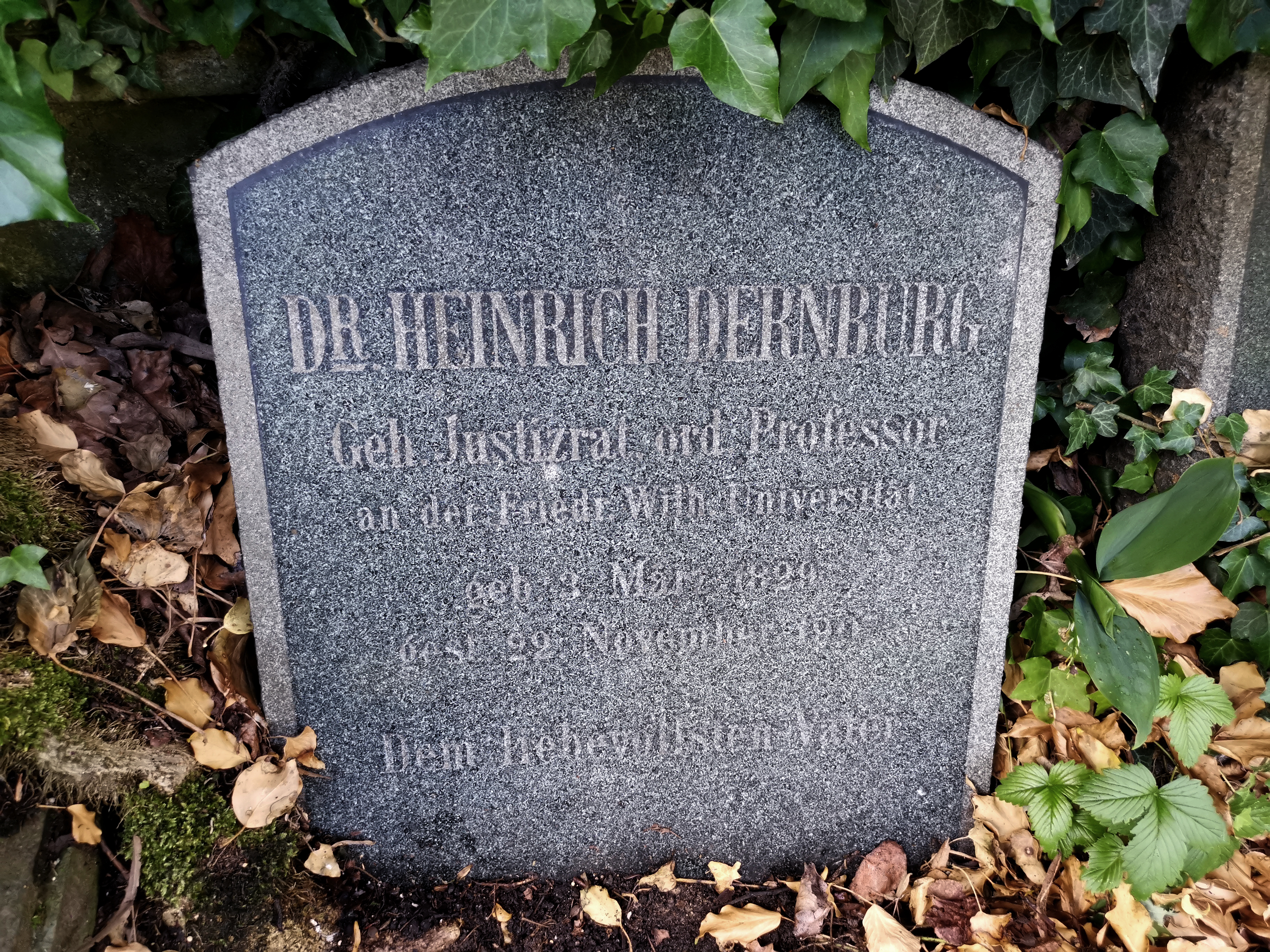
Grabstein auf dem Luisenfriedhof III in Berlin-Westend (Westmauer)

Die Familie Dernburg, früher Derenburg, stammte aus der gleichnamigen Kleinstadt bei Wernigerode im heutigen Sachsen-Anhalt, war im 18. Jahrhundert zunächst nach Offenbach und um 1789 nach Mainz gekommen. Heinrich Dernburg war der ältere Sohn der Rechtsprofessors und Richters Jacob Dernburg (1795–1878), der 1841 gemeinsam mit seiner Frau Rosalie und den Kindern von der jüdischen zur evangelischen Konfession konvertierte. Sein jüngerer Bruder Friedrich Dernburg war nationalliberaler Politiker und Publizist, dessen Sohn Bernhard Dernburg Bankier und Politiker. Der nach Frankreich ausgewanderte Orientalist Joseph Derenbourg war sein Onkel, Hartwig Derenbourg sein Cousin.
Dernburg heiratete 1856 Auguste Schaffner (1830–1868), die Tochter eines Frankfurter Bauunternehmers. Sie hatten einen Sohn und eine Tochter. Der Leipziger Geschichtsprofessor Heinrich Sproemberg war sein Enkel.

## Ehrung
Ihm zu Ehren wurden 1905 in Charlottenburg-Wilmersdorf die Dernburgstraße und der Dernburgplatz (seit 1947 Teil der Dernburgstraße) benannt.

## Werke
- Die Kompensation (Heidelberg 1854, 2. Aufl. 1868). (Digitalisat)
- Das Pfandrecht (Leipzig 1860–64, 2 Bde.). (Digitalisat Band 1), (Band 2, 1864)
- Die Institutionen des Gajus (Halle 1869). (Digitalisat)
- Lehrbuch des preußischen Privatrechts (Halle 1871–80, 3 Bde.; 4. Aufl. 1884ff.) (Digitalisat Band 1),(Band 2, 4. Aufl. 1889), (Band 3, 2. Aufl. 1881)
- Das Vormundschaftsrecht der preußischen Monarchie (Berlin 1875, 3. Aufl. 1886) (Digitalisat 2. Aufl. 1876)
- Das preußische Hypothekenrecht (mit Hinrichs, Leipzig 1877, Abt. 1). (Digitalisat)
- Das bürgerliche Recht des Deutschen Reichs und Preußens. (Bd. 2. Abt. 1. 1. und 2. Aufl. 1899)
- Pandekten (Berlin 1884ff.). (Digitalisat Band 1), (Band 1,2; 6. Aufl. 1900), (Band 1, 3. Aufl. 1892), (Band 2, 4. Auf. 1894), (Band 3, 7. Aufl. 1903)
- System des Römischen Rechts. Der Pandekten (bearbeitet von Dr. Paul Sokolowski). (1. Teil, 8. Aufl., Berlin, 1911), (2. Teil, 8. Aufl., Berlin, 1912)